# استفطيمي
استفطيمي هي إحدى قرى ولاية قبلي التونسية، وتقع على الطريق الرابطة بين مركز الولاية ومدينة قفصة. اشتهرت بحمامها الاستشفائي.